# Aulnois-sous-Laon
Aulnois-sous-Laon – miejscowość i gmina we Francji, w regionie Hauts-de-France, w departamencie Aisne.
Według danych na styczeń 2014 roku gminę zamieszkiwały 1364 osoby, a gęstość zaludnienia wynosiła 135,7 osób/km².